# Nephrotoma melanoxantha
Nephrotoma melanoxantha är en tvåvingeart som beskrevs av Alexander 1962. Nephrotoma melanoxantha ingår i släktet Nephrotoma och familjen storharkrankar.
Artens utbredningsområde är Bolivia. Inga underarter finns listade i Catalogue of Life.